# 正源寺 (江東区)
正源寺（しょうげんじ）は、東京都江東区にある浄土宗の寺院。

## 概要
1629年（寛永6年）、関東郡代伊奈忠治の三男伊奈忠重の開基である。埋立地造成直後だったため創建当初はほとんど家がなかったという。

## 墓所
- 伊奈忠重（開基）[2]。
- 初代市川團四郎（歌舞伎役者）[2]

## 交通アクセス
- 門前仲町駅より徒歩8分。